# Wiaczesław Wołgin
Wiaczesław Pietrowicz Wołgin (ros. Вячеслав Петрович Волгин, ur. 2 czerwca?/14 czerwca 1879 we wsi Boszczewka w obwodzie karskim, zm. 3 lipca 1962 w Moskwie) – rosyjski historyk, pierwszy rektor Moskiewskiego Uniwersytetu Państwowego (1921–1925).

## Życiorys
W końcu lat 90. XIX w. związał się z ruchem rewolucyjnym, za działalność wywrotową był kilkakrotnie aresztowany i zsyłany. Od 1897 do 1908 z przerwami studiował na Uniwersytecie Moskiewskim, początkowo na Wydziale Fizyczno-Matematycznym, później Historyczno-Filologicznym, w 1906 opublikował swoje pierwsze prace naukowe. Zajmował się głównie dziejami ruchu rewolucyjnego, socjalistycznego i komunistycznego, w tym w XVIII-wiecznej Francji; w 1908 opublikował pracę Rewolucjonnyje kommunist XVIII w. W 1918 brał udział w organizowaniu Akademii Socjalistycznej (późniejszej Akademii Komunistycznej), w latach 1919−1930 jako profesor wykładał na Moskiewskim Uniwersytecie Państwowym, jednocześnie 1919−1929 był członkiem Państwowej Rady Naukowej, 1921−1922 pełnił funkcję zastępcy przewodniczącego Głównego Komitetu Kształcenia Zawodowo-Technicznego Ludowego Komisariatu Oświaty RFSRR, a 1921−1923 przewodniczył Radzie ds. Szkół Wyższych w tym resorcie. Od 1920 należał do RKP(b). W latach 1921−1925 był rektorem Moskiewskiego Uniwersytetu Państwowego, był także jednym z organizatorów Instytutu Historii Rosyjskiego Stowarzyszenia Naukowo-Badawczych Instytutów Nauk Społecznych (RANION), Instytutu Historii Akademii Komunistycznej i Towarzystwa Historyków-Marksistów. W 1923 napisał Oczierki po istorii socializma (Eseje o historii socjalizmu). Brał udział w pracach Międzynarodowych Kongresów Historyków w Oslo (1928) i w Warszawie (1933). Jako członek Międzynarodowego Komitetu Historycznego uczestniczył w jego sesjach w Londynie (1930), Hadze (1932), Paryżu (1934) i Bukareszcie (1936). Kierował delegacjami ZSRR na Wszechindyjski Kongres Naukowy (1947) i francusko-radziecką konferencję historyków w Paryżu (1958), brał udział w pracach 1 (1949) i 2 (1950) Światowego Kongresu Obrońców Pokoju, 1949−1950 był członkiem Międzynarodowego Komitetu Obrony Pokoju. W latach 1945−1948 redaktor naczelny czasopisma „Woprosy Istorii”. Stworzył nowy przedmiot, „Historia doktryn socjalistycznych”, który stał się obowiązkowym przedmiotem na uczelniach humanistycznych. W latach 1930−1935 był sekretarzem, a 1942−1953 wiceprezesem Akademii Nauk ZSRR. W latach 1928−1931 opublikował dwutomową pracę Istorija socjalisticzeskich idei (Historia idei socjalistycznych). Zajmował się analizą poglądów myślicieli takich jak m.in. Jean Meslier, Morelli, Gabriel Mably, Babeuf, Henri de Saint-Simon i Robert Owen, a także ruchu jakobinów. Dzięki długotrwałym studiom nad rozwojem myśli społecznej w XVIII-wiecznej Francji przedstawił całkowicie nowy, oryginalny obraz walki idei we Francji przed rewolucją. Jego prace były tłumaczone na języki: francuski, niemiecki, polski, chiński i inne. W 1961 otrzymał Nagrodę Leninowską.